# Anthurium austin-smithii
Anthurium austin-smithii Croat & R.A.Baker, 1979 è una pianta della famiglia delle Aracee, diffusa in Nicaragua e Costa Rica.